# Флінт-Крік (Оклахома)
Флінт-Крік (англ. Flint Creek) — переписна місцевість (CDP) в США, в окрузі Делавер штату Оклахома. Населення — 741 особа (2020).

## Географія
Флінт-Крік розташований за координатами 36°10′17″ пн. ш. 94°44′25″ зх. д. / 36.17139° пн. ш. 94.74028° зх. д. (36.171515, -94.740311).  За даними Бюро перепису населення США в 2010 році переписна місцевість мала площу 16,64 км², з яких 16,64 км² — суходіл та 0,00 км² — водойми.

## Демографія
Згідно з переписом 2010 року, у переписній місцевості мешкали 732 особи в 294 домогосподарствах у складі 209 родин. Густота населення становила 44 особи/км².  Було 615 помешкань (37/км²).
Расовий склад населення:
| - 66,5 % — білих - 19,4 % — корінних американців - 0,8 % — азіатів - 0,5 % — чорних або афроамериканців - 0,1 % — вихідців з тихоокеанських островів - 1,0 % — осіб інших рас |

До двох чи більше рас належало 11,6 %. Частка іспаномовних становила 3,1 % від усіх жителів.
За віковим діапазоном населення розподілялося таким чином: 23,4 % — особи молодші 18 років, 60,6 % — особи у віці 18—64 років, 16,0 % — особи у віці 65 років та старші. Медіана віку мешканця становила 43,5 року. На 100 осіб жіночої статі у переписній місцевості припадало 105,0 чоловіків;  на 100 жінок у віці від 18 років та старших — 101,8 чоловіків також старших 18 років.
Середній дохід на одне домашнє господарство  становив 44 687 доларів США (медіана — 32 500), а середній дохід на одну сім'ю — 55 330 доларів (медіана — 50 577). Медіана доходів становила 55 859 доларів для чоловіків та 35 536 доларів для жінок. За межею бідності перебувало 21,2 % осіб, у тому числі 43,6 % дітей у віці до 18 років та 15,9 % осіб у віці 65 років та старших.
Цивільне працевлаштоване населення становило 353 особи. Основні галузі зайнятості: виробництво — 28,6 %, публічна адміністрація — 10,8 %, мистецтво, розваги та відпочинок — 9,6 %, транспорт — 9,1 %.